# قایق ماهیگیری سنتی

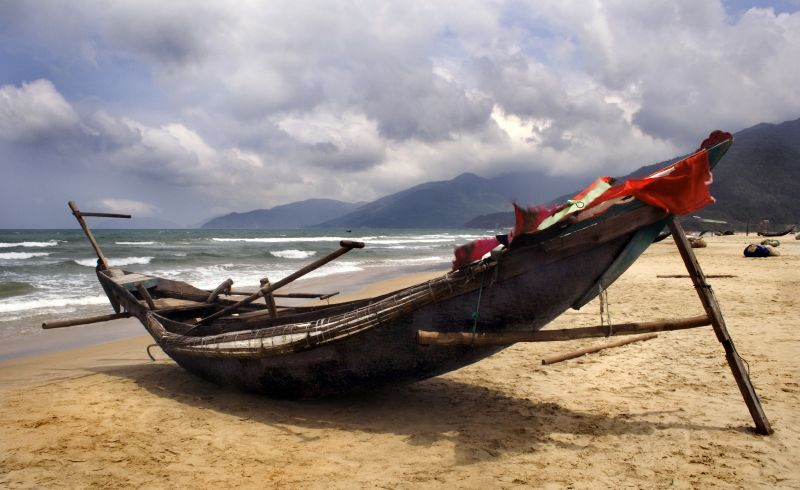
قایق ماهیگیری سنتی ویتنامی

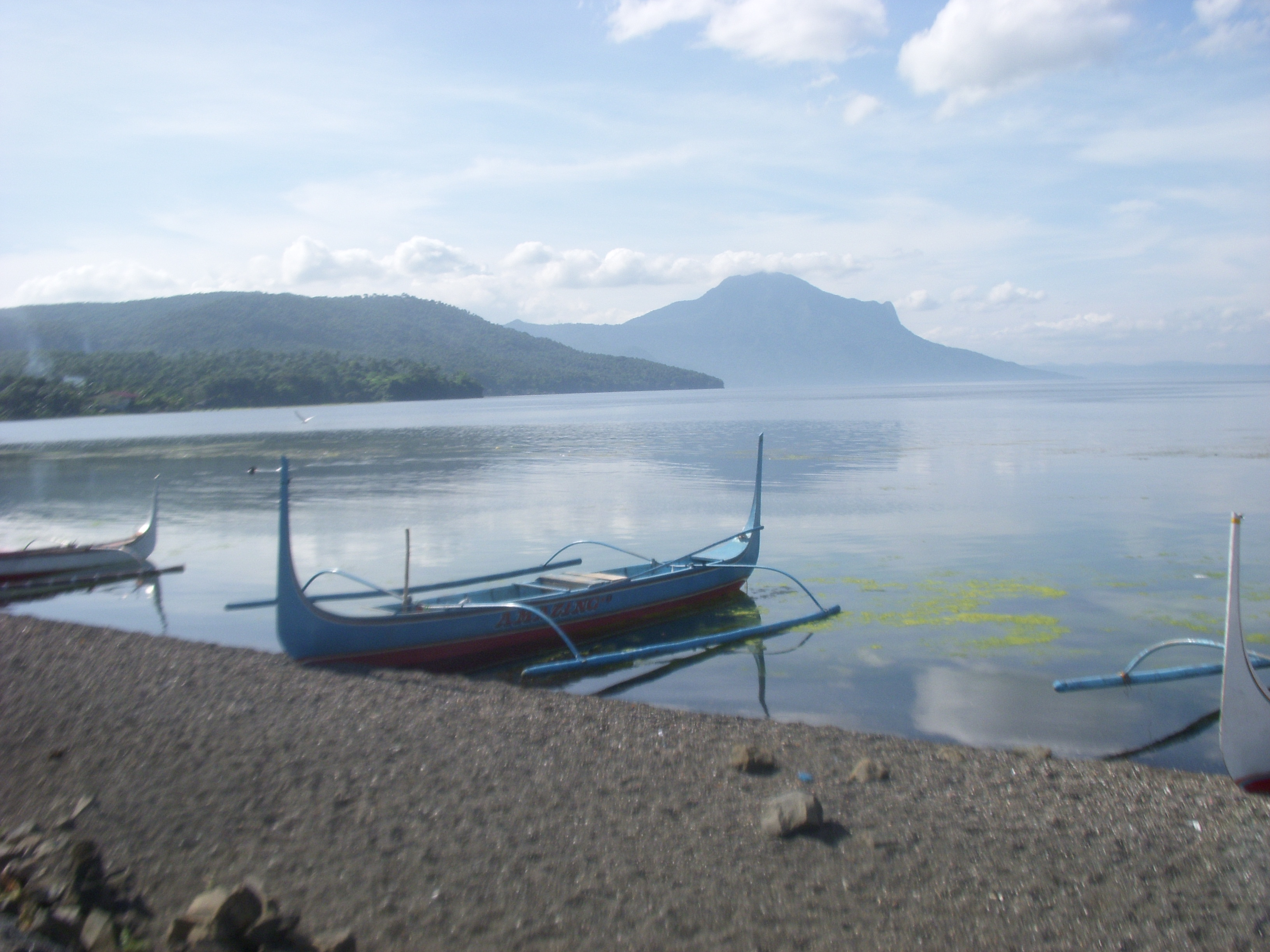
قایق ماهیگیری سنتی فیلیپینی با قایق‌های بیرونی که اغلب به عنوان قایق‌های پمپی شناخته می‌شوند

به‌طور سنتی، انواع مختلفی از قایق‌ها به عنوان قایق‌های ماهیگیری برای صید ماهی در دریا یا در دریاچه یا رودخانه استفاده می‌شده است. حتی امروزه، بسیاری از قایق‌های ماهیگیری سنتی هنوز در حال استفاده هستند. بر اساس گزارش سازمان خواربار و کشاورزی ملل متحد (فائو)، در پایان سال ۲۰۰۴، ناوگان ماهیگیری جهان از حدود ۴ میلیون کشتی تشکیل شده بود که از این تعداد ۲٫۷ میلیون قایق بدون عرشه (باز) بودند. در حالی که تقریباً همهٔ کشتی‌های عرشه‌دار مکانیزه بودند، تنها یک سوم قایق‌های ماهیگیری بدون عرشه، معمولاً با موتورهای بیرونی نیرو می‌گرفتند. ۱٫۸ میلیون قایق دیگر از انواع مختلف دستی سنتی بودند که با بادبان و پارو کار می‌کردند.
این مقاله دربارهٔ قایق‌هایی است که برای ماهیگیری استفاده می‌شوند یا از طرح‌هایی ساخته شده‌اند که پیش از در دسترس قرار گرفتن موتورها وجود داشته‌اند.